# Individualismus
Der Individualismus bezeichnet ein ethisches Gedanken- und Wertesystem oder eine politische Philosophie, die das Individuum in den Mittelpunkt der Betrachtung stellt. Individualistische Theorien gibt es in den Geistes-, Kultur- und Sozialwissenschaften.
Mit Individualismus wird auch – besonders im alltagssprachlichen Gebrauch – eine persönliche Geisteshaltung bezeichnet, bei der möglichst eigenständige Entscheidungen und Meinungsbildungen angestrebt werden, gleichgültig ob sie konform zum gesellschaftlichen Kontext sind oder nicht. Gegensatz ist in diesem Fall der Kollektivismus. Besonders Künstler und kreative Menschen gelten oft als Individualisten in diesem Sinne. Darüber hinaus werden den Individualisten dieser Art oft Eigenschaften wie Zivilcourage, eigenständiges und scharfsinniges Denken usw. zugeschrieben, andererseits aber auch Eigensinnigkeit und geringe Teamfähigkeit.
Gerade von Verfechtern der Idee der Selbstverwirklichung wird Individualismus in Abgrenzung zu Kollektivismus als emanzipatorische und zivilisatorische Weiterentwicklung interpretiert.
Gegner der Idee der Selbstverwirklichung wenden ein, dass Selbstverwirklichung gerade in einem Team / Gemeinschaft erst richtig möglich sei. Der Einzelne werde so aufgrund der sozialen Interaktionen zumindest mehr gefordert, was ein Wachsen der Persönlichkeiten mit sich bringen könne.

## Entwicklung des Individualismus

### Geschichte
Das Verhältnis des einzelnen Individuums zu der Gemeinschaft (bzw. Gesellschaft), in der es lebt, ist von jeher Gegenstand kontroverser Diskussionen. Während Aristoteles den Menschen als Gemeinschaftslebewesen (Zoon politikon) auffasste, gab nach Peter Dinzelbacher schon seit 1400 eine stärkere Betonung des Individuums, die sich in der Aufklärung weiterentwickelte. Geistesgeschichtlich geschah dies durch den Liberalismus sowie durch den Anarchismus. Im Extremfall wurde der Individualismus zum Egoismus verschärft. Gegenpositionen zum Individualismus wurden z. B. im Sozialismus, Nationalsozialismus, im Nationalismus, im Panarabismus oder im Islamismus aufgestellt. Auch religiöse Gemeinschaften wie das Christentum stehen dem Individualismus meist skeptisch gegenüber.
Die Grundidee des Individualismus ist eine Befreiungsidee. Die Befreiung des Einzelnen von zu vielen Zwängen wird als angenehm empfunden, das Kollektiv als behindernd und beengend.
Eine weitere Begründung für den Individualismus wird durch die wirtschaftliche Leistungsfähigkeit gegeben. Das westlich-individualistische System sei das offenkundig leistungsfähigste dieser Erde. Mit diesem Argument wird der allgemeine Wohlstand als Ergebnis vieler Egoismen betrachtet (vgl. Adam Smith).
Ferdinand Tönnies hat (im Sinne seiner Studie Gemeinschaft und Gesellschaft, 1887) für Epochen des Individualismus (wie etwa die historische der Renaissance) die soziologische These formuliert, es gebe keinen „Individualismus“, der nicht auf „Gemeinschaft“ fuße und in „Gesellschaft“ münde (Geist der Neuzeit, 1935, ²1998).

### Soziale und rechtliche Implikationen
Es gibt eine Fülle von Entwicklungen, die uns nicht immer als Erscheinungen des Individualismus bewusst sind. Noch vor etwa 100 Jahren haben sich die Menschen zum Beispiel in Deutschland innerhalb ihrer Gemeinschaften organisiert, häufig mit Bezug auf die Arbeit, beispielsweise in Gewerkschaften und Berufsgemeinschaften. Es gab Eisenbahnersportvereine, Lehrergesangsvereine und andere Standes- und Berufsvereinigungen, die das gesamte Leben durchzogen.
Deutlich werden die Veränderungen vor allem im Sport durch die Vorbildfunktion einzelner Leistungs- und Spitzensportler, denen viele nacheifern. Es gibt eine allmähliche, aber signifikante Zunahme der Individualsportarten gegenüber den Mannschaftssportarten und eine Professionalisierung. Auch in der Musikkultur gewinnen die kleine Gesangsgruppe und einzelne Solisten ein stärkeres Gewicht. Die Entwicklung des musikalischen Startums ist eng mit der massenhaften Reproduktion durch Tonträger verknüpft. Gleiche Kleidungsstücke als Ausdruck der Zusammengehörigkeit werden in deutlich geringerem Umfang eingesetzt. So hat auch die Uniformierung in vielen Berufen abgenommen oder wurde gänzlich aufgehoben, in anderen wird sie außerhalb des beruflichen Bereichs schneller abgelegt als früher.
Im Verwaltungsrecht wurden im Laufe der Jahrzehnte zunehmend die Rechte der Individuen (Anwohner, „Betroffene“ usw.) gestärkt. Das Gemeinschaftsinteresse wird stärker durch die Rechte einzelner gehindert, als dies früher der Fall war. Die Gewichte verschieben sich. Dies gilt für alle Arten von Vorhaben der Gemeinden, Länder und des Bundes. Das Verwaltungsverfahrensrecht kennt eine stetige Stärkung der Rechte des individuellen Bürgers. „Not in my backyard“ ist ein häufig beobachtetes Phänomen.
In der Wirtschaft und auch in den staatlichen Verwaltungen stößt der Individualismus allerdings bereits an Grenzen. Individuelle Ziele der Arbeit werden häufig durch Teamziele ergänzt oder ersetzt. Insbesondere in kritischen Bereichen breitet sich die Gemeinschaftsbildung durch „Teams“ wieder aus.

## Politischer Individualismus
Politik erfordert die Zusammenarbeit einzelner Menschen. Heute sind viele Gesellschaften teilweise so stark organisiert, dass dem Einzelnen kaum mehr Raum für Selbstbestimmung bleibt.
Der Individualismus spricht sich für die Freiheit des einzelnen Menschen aus. In Abgrenzung zum Anarchismus akzeptiert er staatliche Gesetze, insbesondere dann, wenn sie die Rechtsgüter des Individuums betreffen, also zum Beispiel Leben, Freiheit, Eigentum und Selbstbestimmung.
Der politische Individualismus steht im Gegensatz zum kollektiven Zwang diktatorischer und faschistischer Systeme.

## Bedeutende Theoretiker des Individualismus

### Max Stirner
Das Konzept des Individualismus wird bei Max Stirner besonders deutlich. Sein Buch Der Einzige und sein Eigentum (1844) beginnt mit der Klage:
„Was soll nicht alles Meine Sache sein! Vor allem die gute Sache, dann die Sache Gottes, die Sache der Menschheit, der Wahrheit, der Freiheit, der Humanität, der Gerechtigkeit; ferner die Sache Meines Volkes, Meines Fürsten, Meines Vaterlandes; endlich gar die Sache des Geistes und tausend andere Sachen. Nur Meine Sache soll niemals Meine Sache sein.“

### Ayn Rand
Die Schriftstellerin und Philosophin Ayn Rand hat mit ihrer Philosophie des Objektivismus bedeutende Beiträge zum Thema des Individualismus geleistet, indem sie den moralischen Individualismus betonte und für den rationalen Egoismus argumentierte. In ihren Werken wie Anthem, Fountainhead, Atlas Shrugged und zusätzlichen nicht-fiktionalen Werken legte sie eine individualistische Ethik dar, die auf Eigenverantwortung und Autonomie basiert. Sie kritisierte vehement kollektivistische Ideologien und setzte sich für den Kapitalismus als politische Systeme ein, die die Rechte des Individuums schützt. Ayn Rand hat den Individualismus in eigenen Worten wie folgt definiert:
Der Individualismus betrachtet den Menschen – jeden Menschen – als eine unabhängige, souveräne Einheit, die ein unveräußerliches Recht auf sein eigenes Leben besitzt, ein Recht, das sich aus seiner Natur als rationales Wesen ableitet. Der Individualismus geht davon aus, dass eine zivilisierte Gesellschaft oder jede Form der Vereinigung, Zusammenarbeit oder friedlichen Koexistenz zwischen Menschen nur auf der Grundlage der Anerkennung individueller Rechte erreicht werden kann – und dass eine Gruppe als solche keine anderen Rechte als die individuellen Rechte hat seiner Mitglieder.

### Ferdinand Tönnies
Der Begründer der deutschen Soziologie Ferdinand Tönnies belegte in seinem letzten Buch Geist der Neuzeit 1935 seine soziologische These, dass der Individualismus immer nur eine Zwischenepoche bestimmen könne, weil er nur auf ein maßgeblich „gemeinschaftlich“ eingestelltes Zeitalter folgen könne (nicht: müsse) und notwendig sein eigenes Ende dadurch herauf führe, dass er in ein Zeitalter maßgeblich „gesellschaftlichen“ Charakters münde. (Vgl. sein Grundlagenwerk Gemeinschaft und Gesellschaft (1887)).

## Kulturvergleich und Wertesystem
Der Individualismus hat hauptsächlich in der westlichen Welt eine Ausbreitung erfahren. Damit steht der Westen im Gegensatz zu allen anderen Kulturkreisen. Bemerkens- und bedenkenswert ist jedoch, dass keine der Strömungen des westlichen Individualismus, nicht einmal die radikalen Vertreter des Libertarismus oder Anarchokapitalismus (Murray Rothbard, Ayn Rand), sich auf Max Stirner berufen, sondern sich sogar ausdrücklich von ihm distanzieren.
Bezüglich eines Wertesystems fokussiert sich der Individualismus auf persönliche Ambitionen und betont neben Autonomie und Selbstverantwortung auch Wettbewerbsgedanken sowie Kompetenzdenken. Mit Hinsicht auf den Individualismus in westlichen Kulturen wird besonders auf die letzten Aspekte verwiesen. Individualismus schlägt sich zudem bereits in den Erziehungsformen jeweiliger Kulturen nieder, in denen Kinder generell schon früh zur Selbstständigkeit erzogen werden. So schlafen Kleinkinder in eher westlichen Kulturen beispielsweise meist alleine in einem separaten Zimmer, während sie in eher kollektivistisch geprägten Gesellschaften oft bei ihren Eltern bzw. der Mutter schlafen.
Dennoch kann Individualismus als Wertesystem nicht als starres Konstrukt verallgemeinert werden, da die einzelnen Merkmale in den jeweiligen Kulturen in unterschiedlicher Gewichtung und nicht etwa in ihrer Gesamtheit auftreten. Daher ist auch eine Zuordnung zu rein westlichen Gesellschaften problematisch, wenn auch in der Tendenz zutreffend.

### Kulturvergleich in der psychologischen Forschung
Es gibt Untersuchungen im Bereich der kulturvergleichenden Psychologie, welche sich auf individualistische bzw. kollektivistische Kulturen beziehen. In der Regel werden Versuchspersonen aus eher individualistisch geprägten Ländern (z. B. den USA) mit Personen aus eher kollektivistischen Kulturen (z. B. vielen asiatischen Ländern) verglichen. Wichtige Forschungsbeiträge stammen u. a. von Nisbett, Kitayama und Markus (Myers, 2005). Einige ihrer Untersuchungen als Beispiel:
- Man zeigt Probanden ein Bild, auf dem eine Unterwasserszene mit mehreren Fischen dargestellt ist. Auf die Bitte, die Szene zu beschreiben, konzentrieren sich Asiaten vor allem auf die Umgebung bzw. auf die Gesamtdarstellung. Personen aus westlichen Kulturen konzentrieren sich hingegen stärker auf einen der großen, das Bild dominierenden Fische. Sie scheinen somit eher „individualistisch“ vorzugehen.
- Versuchspersonen werden mehrere Stifte vorgelegt. Alle Stifte bis auf einen gleichen sich exakt in ihrem Aussehen, ein Stift hat jedoch eine auffällig andere Farbe. Asiaten wählen zu ca. 65 % einen der gleichfarbigen Stifte. Amerikaner wählen zu einem deutlich höheren Anteil den einzelnen andersfarbigen Stift.
- Versuchspersonen wird ein kleines Quadrat mit einer eingezeichneten Linie gezeigt. Sie werden gebeten, eine weitere Linie in ein zweites Quadrat einzuzeichnen. Asiaten zeigen bessere Leistungen, wenn sie eine Linie, die in ihren Proportionen zum umgebenden Quadrat gleich der ersten Linie sein soll, einzeichnen. Amerikaner zeigen hingegen bessere Leistungen, wenn sie eine Linie, die gleich lang wie die andere sein soll, einzeichnen. Amerikaner können sich somit anscheinend besser an „individuellen“ Objekten und Asiaten besser an „kollektiven“ – also im Bezug zur Umgebung stehenden – Objekten orientieren.

### Kulturunterschiede
In der Analyse kultureller Merkmale ist der Vergleich von Individualismus und Kollektivismus in deren Ausprägung bei Ländern, Unternehmen, sozialen Gruppen, aber auch Einzelpersonen eine von mehreren beurteilbaren, bewussten und teilweise auch sichtbaren, Dimensionen. Beispiele für vergleichsweise kollektivistische Kulturen sind die chinesische und die koreanische Kultur. Beispiele für besonders individualistische Kulturen sind die US-amerikanische und die britische Kultur. Etwa in der Mitte auf dieser Skala liegen die deutsche und die japanische Kultur.
Teilweise werden Individualismus und Kollektivismus jedoch nicht als Gegenpole einer einheitlichen Dimension betrachtet, sondern als zwei unabhängige Dimensionen. Demgemäß seien beispielsweise viele lateinamerikanische Kulturen sowohl hoch individualistisch – sie erreichen dort ähnlich hohe Werte wie die USA –, als auch hoch kollektivistisch. Nur das letztere Merkmal unterscheidet sie deutlich von nordamerikanischen und westeuropäischen Kulturen.

## Individualismus in der Ökologie
In den Diskussionen des Naturschutzes wurde zunächst gemäß Charles Darwin vom Individuum ausgegangen: In einem Gebiet koexistieren alle Arten, die dorthin gelangt sind und geeignete Umweltbedingungen vorgefunden haben. Sie sind in ihrer Existenz nicht daran gebunden, für andere oder eine übergeordnete Gesellschaft Funktionen zu erfüllen wie im ökologischen Organizismus. Der Erklärung dient somit nicht ein funktionaler Bezug auf eine die Individuen umfassende Ganzheit einer Lebensgemeinschaft oder eines Ökosystems. Es sind die Bedürfnisse der Individuen, nicht die Funktionsnotwendigkeiten einer Gemeinschaft, die die einzelnen Organismen zwingen, Beziehungen (Konkurrenz um Ressourcen, Kooperationen) zu anderen herzustellen. Die Veränderung der Gesellschaft, die Sukzession erscheint ziellos, ihre Richtung hängt von zufälligen Faktoren (Umweltänderungen, Migrationen) ab. Wenn man im Rahmen dieser Theorien überhaupt von Höherentwicklung reden kann, dann ist es eine Verbesserung aus der Perspektive Einzelner, und zwar jener, die sich in der Konkurrenz um Ressourcen durchsetzen.
Frühe Vertreter des Individualismus in der Ökologie sind z. B. Gams in Deutschland, Ramensky in Russland und Gleason in den USA. In der Ökologie dominierten bis zur Mitte des 20. Jahrhunderts solche Sichtweisen. In den USA wurde der Individualismus etwa ab 1950 einflussreich.